# 下川淵村
下川淵村（しもかわぶちむら）は群馬県の中南部、勢多郡に属していた村。現在の前橋市下川淵地区に相当する。

## 地理
- 河川：利根川、端気川、藤川

## 歴史
- 1889年（明治22年）4月1日 - 町村制施行により周辺9村（鶴光路村、亀里村、三公田村、横手村、新堀村、下阿内村、力丸村、徳丸村、房丸村）が合併し東群馬郡下川淵村が成立する。
- 1896年（明治29年）4月1日 - 郡統合（東群馬郡と南勢多郡の統合）により勢多郡に所属する。
- 1954年（昭和29年）4月1日 - 周辺1町5村（上川淵村、芳賀村、桂萱村、東村、元総社村、総社町）とともに前橋市へ編入され、前橋市下川淵地区となる。

## 地域

### 村内の大字
- 三公田
- 横手
- 亀里
- 鶴光路
- 新堀
- 下阿内
- 力丸
- 徳丸
- 房丸

### 教育

#### 小学校
- 下川淵村立下川淵小学校

#### 中学校
- 下川淵村立下川淵中学校

## 行政
歴代村長
| 氏名         | 就任                       | 退任                       | 備考           |
| ------------ | -------------------------- | -------------------------- | -------------- |
| 小阿瀬清太夫 | 1909年（明治42年）1月6日   | 1920年（大正9年）6月30日   | 辞職           |
| 角田鎮平     | 1921年（大正10年）5月11日  | 1929年（昭和4年）5月10日   |                |
| 持田善作     | 1929年（昭和4年）5月11日   | 1930年（昭和5年）4月30日   | 辞職           |
| 関万吉       | 1930年（昭和5年）6月25日   | 1936年（昭和6年）6月30日   | 病気により辞職 |
| 高岸浅治郎   | 1933年（昭和8年）5月8日    | 1945年（昭和20年）10月13日 | 辞職           |
| 堀口亀雄     | 1945年（昭和20年）12月28日 | 1946年（昭和21年）12月14日 | 辞職           |
| 井野茂次     | 1947年（昭和22年）4月7日   | 1949年（昭和24年）10月15日 | 辞職           |
| 石原秀寿     | 1949年（昭和24年）12月12日 | 1950年（昭和25年）3月23日  | 病気により辞職 |
| 町田寿雄     | 1950年（昭和25年）4月27日  | 1954年（昭和29年）3月31日  | 前橋市と合併   |

## 交通

### 道路
- 群馬県道11号前橋玉村線
- 群馬県道27号高崎駒形線